# Cop d'estat a Txecoslovàquia de 1948
El Cop d'estat a Txecoslovàquia de 1948, sovint simplement el cop txec, (el febrer victoriós en la historiografia soviètica) va ser un esdeveniment de finals de febrer en què el Partit Comunista de Txecoslovàquia, amb el suport soviètic, va assumir el control indiscutible sobre el govern de Txecoslovàquia. El 25 de febrer de 1948, el president de la República de Txecoslovàquia, Edvard Beneš, va cedir tot el poder als comunistes Klement Gottwald i Rudolf Slansky, després de dues setmanes d'intenses pressions per part de la Unió Soviètica. S'iniciarien així quatre dècades de dictadura sota el domini comunista.

## Antecedents
De tots els països de l'Europa central que havien estat alliberats dels nazis i ocupats pels soviètics, Txecoslovàquia va ser l'únic que tenia una clara tradició democràtica i un partit comunista de moda. Aquest havia obtingut un 38% de vots en les eleccions de 1945, participant en el govern en coalició amb altres partits demòcrates.
El 1947, Txecoslovàquia va acceptar el Pla Marshall, però va ser obligada a renunciar-hi per la Unió Soviètica. Això, unit a la possibilitat que l'auge del Partit Comunista es pogués veure frenat en les eleccions de 1948, va precipitar un cop d'estat comunista.

## La crisi
La crisi va començar el 21 de febrer de 1948 quan el ministre de l'Interior va triar a vuit nous comissaris a Praga, tots ells comunistes, posant de manifest el control que tenia la part comunista del govern de Txecoslovàquia sobre les forces de seguretat de l'estat. Això va provocar protestes, seguides de la dimissió dels ministres demòcrates del govern. Els dimissionaris pensaven que amb la seva renúncia conduirien a una crisi política que comportaria unes eleccions generals anticipades, que farien fracassar al partit comunista a causa de la seva renúncia al Pla Marshall.
Això no obstant, els membres que havien dimitit van ser substituïts per membres del Partit Comunista, i, amb el suport de Stalin, el líder comunista txec Klement Gottwald va declarar, el 24 de febrer, una vaga general, amb la consegüent creació d'una sèrie de Comitès d'Acció, amb el suport al seu torn per milícies obreres que van frenar qualsevol resistència per part de les forces democràtiques. Després d'aquesta depuració, el Parlament va aprovar el nou govern, i Edvard Beneš, afectat d'una embòlia cerebral, es va veure obligat a dimitir el 7 de juny de 1948, morint el mes de setembre del mateix any.
Conseqüentment, els partits de dreta van ser coalitzats en un Front Nacional dominat pel Partit Comunista que, al seu torn, s'havia fusionat amb el partit socialdemòcrata. Efectivament, el 1948 es van succeir les eleccions, en què només es va poder votar a unes úniques llistes sense oposició permesa, donant tot el poder al Partit Comunista txec.

## Conseqüències
La importància del cop d'estat s'estenia molt més enllà de les fronteres del país, en els inicis del que es coneixeria com a Guerra Freda. L'impacte provocat a Occident per l'esdeveniment va ajudar a estimular la ràpida adopció del Pla Marshall, la creació d'un estat a la República Federal d'Alemanya, les mesures enèrgiques per mantenir els comunistes fora del poder a França i Itàlia i, sobretot, l'establiment d'acords de seguretat mútua donant lloc a la creació de l'OTAN i el dibuix definitiu del teló d'acer fins a la caiguda del comunisme el 1989.